# 多拉爾 (阿拉巴馬州)
多拉爾（英語：Dollar）是一個位於美國阿拉巴馬州庫薩縣的非建制地區。該地的面積和人口皆未知。

## 地理
多拉爾的座標為32°52′43″N 86°25′27″W / 32.87861°N 86.42416°W，而該地最高點為海拔高度135米（即443英尺）。